# Bibliothèque publique de Minneapolis

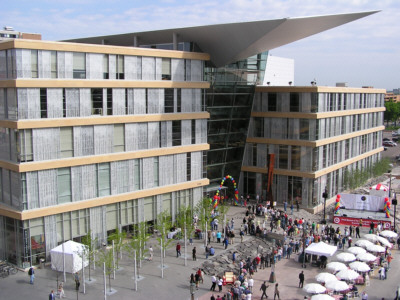
La nouvelle bibliothèque centrale, conçue par César Pelli, terminée en 2006

La Minneapolis Public Library and Information Center (MPL) (bibliothèque publique et centre d'information de Minneapolis) est un ensemble de bibliothèques desservant les résidents de Minneapolis (Minnesota, États-Unis). Sa création date de 1860 sous le nom de Minneapolis Athenæum. La MPL comprend aujourd'hui une bibliothèque centrale située en centre ville et quatorze bibliothèques secondaires - ou « communautaires » (seules neuf sont en activité en avril 2007). Chaque bibliothèque dispose d'une équipe de direction chargée de discuter des services disponibles à la bibliothèque avec les écoles de leur secteur. Selon le rapport du conseil d'administration de 2004, les collections contiennent environ 3,1 millions d'articles dont 2,2 millions à la bibliothèque centrale.
La MPL de Minneapolis doit fusionner avec la Hennepin County Library en 2008. L'ensemble prendra le nom de Hennepin County Library.
La MPL utilise la classification de la Bibliothèque du Congrès ce qui est plutôt rare pour une bibliothèque publique. Cependant, quelques anciens éléments sont catalogués selon la Classification décimale de Dewey.

## La bibliothèque centrale
Après que les électeurs de Minneapolis eurent alloué le 7 novembre 2000 une enveloppe de 140 millions de dollars pour améliorer les services de la bibliothèque, beaucoup de projets de rénovation commencèrent. Le nouveau bâtiment de la bibliothèque centrale a été conçu par Cesar Pelli en collaboration avec le cabinet d'architecture Architectural Alliance,. Il fut ouvert au public le 20 mai 2006. À un coût de 2,40$ le mètre carré, la bibliothèque dispose d'un ensemble de systèmes d'économie d'énergie incluant un jardin sur le toit ainsi qu'une utilisation importante de la lumière du jour. Pendant la reconstruction, la plupart des services étaient assurés par la bibliothèque de Marquette installée sur deux étages au Marquette Plaza (anciennement la Federal Reserve Bank of Minneapolis). Ce site de transition couta au total plus de 10 millions de dollars.
Jusqu'à la fermeture et la démolition de l'ancienne librairie en 2002, le planétarium de Minneapolis y était localisé. Son projecteur datait d'avant l'ère spatiale elle-même (fourni et installé originellement en 1954, trois ans avant le lancement de Spoutnik 1). En 2005, l'État de Minnesota apporta un financement pour l'intégration du planétarium dans le nouveau bâtiment de la bibliothèque centrale. En mai 2007, un nouveau Planétarium du Minnesota de 3437 m² sera installé sur le toit du nouveau bâtiment pour une ouverture en 2009.

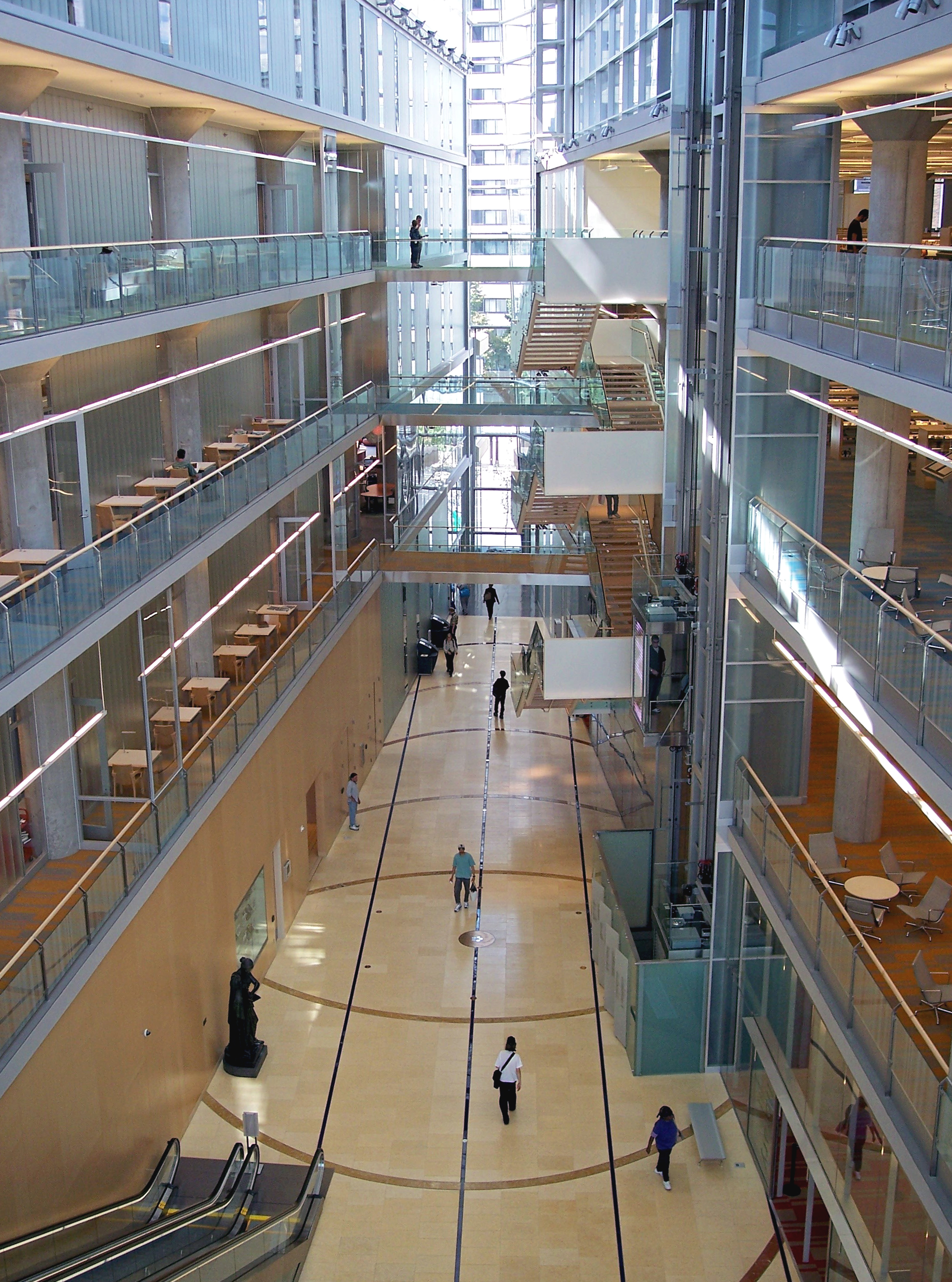
L'atrium de la bibliothèque centrale

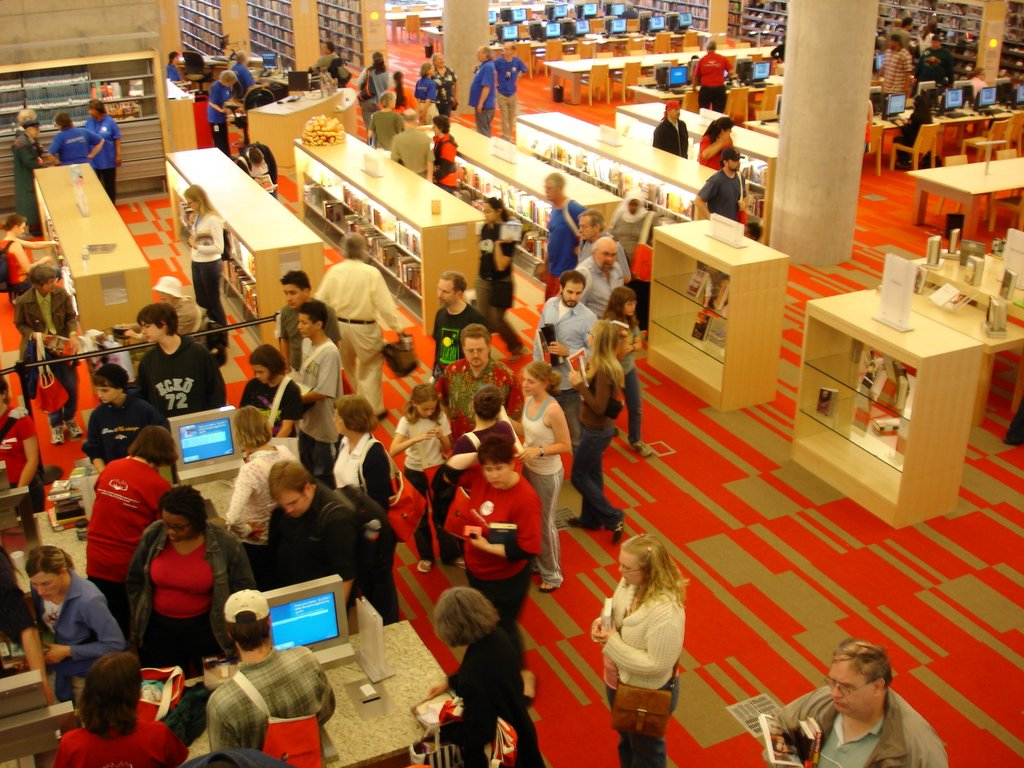
Intérieur (2006)

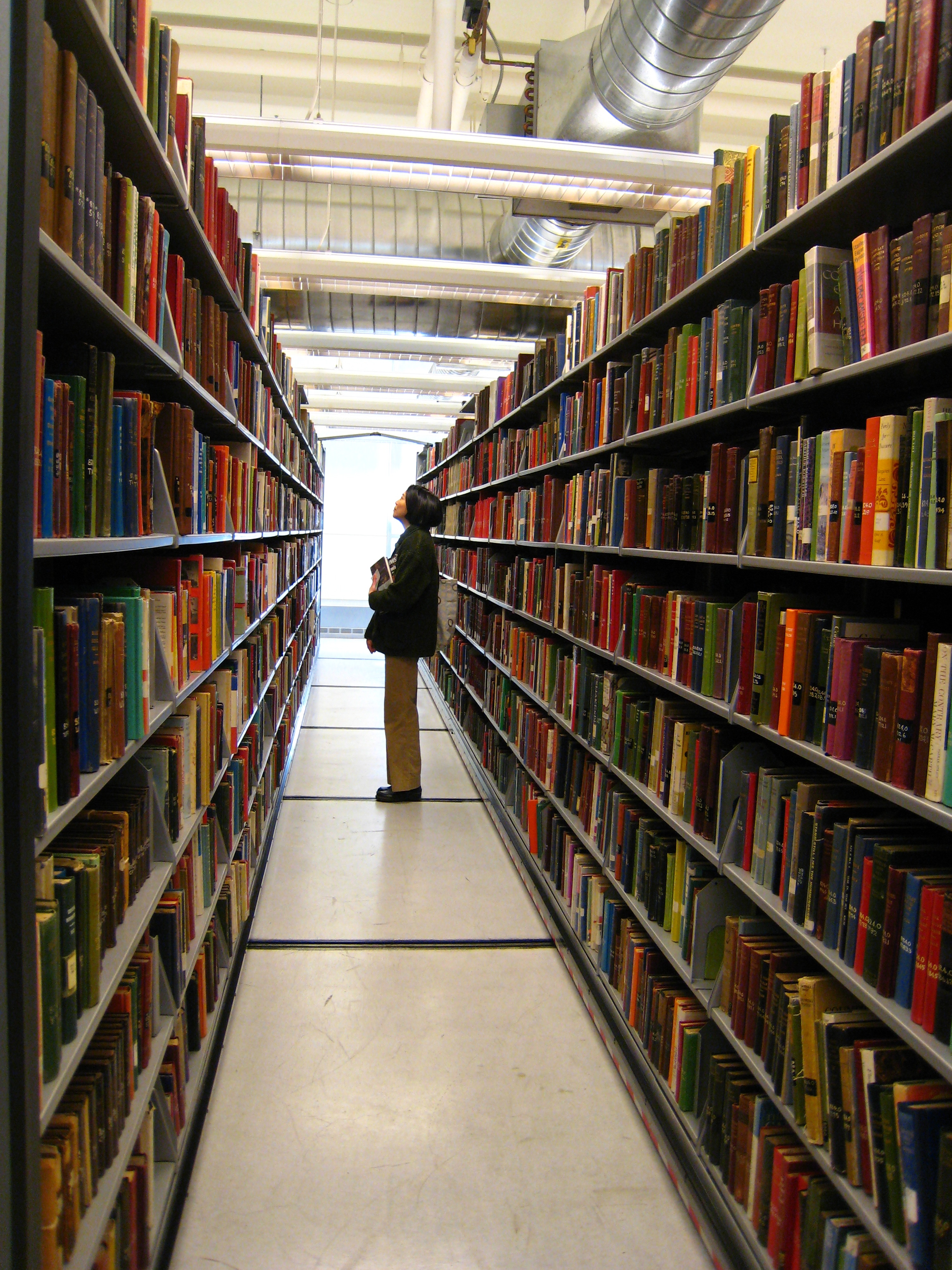
Rangements des périodiques à la bibliothèque centrale

## Les bibliothèques communautaires
Le référendum de 2002 prévoyait également des fonds pour rénover les bibliothèques communautaires augmentant un programme déjà existant.
Les quatorze bibliothèques secondaires - et l'état de leur rénovation - sont :
- East Lake Community Library, construite en 1976, rénovée en 2007.
- Franklin Community Library, construite en 1914, rénovée en 2005.
- Hosmer Community Library, construite en 1916, rénovée en 1997.
- Linden Hills Community Library, construite en 1931, rénovée en 2002.
- Nokomis Community Library, construite en 1968.
- North Regional Community Library, construite en 1971, rénovée en 2007.
- Northeast Community Library, construite en 1973, fermeture pour rénovation prévue en 2008[4], réouverture en 2009.
- Pierre Bottineau Community Library, construite en 2003 sur le complexe de l'ancienne brasserie Grain Belt Brewery afin de remplacer une précédente bibliothèque sur rue.
- Roosevelt Community Library, fermée temporairement.
- Southeast Community Library, fermée temporairement.
- Sumner Community Library, construite en 1915, rénovée en 2005.
- Walker Community Library, construite en 1981 afin de remplacer un bâtiment de 1915 déjà situé dans la même rue.
- Washburn Community Library, construite en 1970, rénovée en 1992.
- Webber Park Community Library, fermée temporairement.

Des améliorations sont en cours pour les bibliothèques Nokomis, Northeast, Roosevelt, Southeast, Walker, Washburn, et Webber Park. Certaines (comme Roosevelt et Nokomis) pourraient être regroupées en un seul endroit, et des services de « bibliothèque express » le long des principales voies de transport sont également une possibilité à l'étude. Les orientations concernant l'avenir de la MPL figurent dans un document intitulé Outlook 2010 (Perspective 2010).
Les bibliothèques Central, Franklin, East Lake Regional, Roosevelt et Nokomis Libraries sont facilement accessibles par la ligne Hiawatha. Toutes sont aménagées pour l'accès en fauteuil roulant, ou le seront après rénovation.

## Crise de financement et fusion
Malgré le financement de la ville et le soutien de généreux donateurs, la bibliothèque a souffert de réduction de ses financements externes (dont le gouvernement fédéral et l'État du Minnesota). Les plages d'ouvertures ont été restreintes de façon draconienne et les fonds consacrés aux acquisitions ont considérablement diminué dans les années 2000. Les détenteurs d'une carte de bibliothèque du Minnesota pouvant accéder à d'autres bibliothèques dans l'État, la MPL souffre également de la concurrence de la bibliothèque de comté Hennepin (Hennepin County Library ou HCL), qui a transformé ses trois antennes régionales en partenariat avec d'autres services gouvernementaux.
En 2007, la direction de la MPL a accepté d'entamer une fusion avec la bibliothèque du comté. Le comité de direction et le conseil communal de Minneapolis (Minneapolis City Council) approuvèrent la fusion en avril 2007 et, le 19 mai 2007, les autorités du Minnesota approuvèrent une loi pour la fusion des deux systèmes en 2008. L'ensemble portera le nom de Hennepin County Library.

## Muséum d'histoire naturelle
La bibliothèque abritait auparavant un muséum d'histoire naturelle, qui a notamment inclus la collection de reptiles de Grace Olive Wiley de 1923 à 1933.